# Stephanie Hodge
Stephanie Hodge est une actrice américaine née le 24 décembre 1956 à Wilmington en Ohio.

## Filmographie

### Cinéma
- 1988 : Big Top Pee-Wee : la sirène
- 1989 : Lectures diaboliques : Mona
- 1990 : Almost an Angel : la serveuse du dîner
- 2001 : Évolution : Jill Mason
- 2008 : Yes Man : la femme aux tickets

### Télévision
- 1990 : Sugar and Spice : Bonnie Buttram (7 épisodes)
- 1990 : My Talk Show : Angela Davenport
- 1991-1993 : Nurses : Sandy Miller (46 épisodes)
- 1994 : Muddling Through : Connie Drego (10 épisodes)
- 1995-1998 : Unhappily Ever After : Jennie Malloy (77 épisodes)
- 1999 : Les Rois du Texas : Wendy (1 épisode)
- 2003 : Reba : le conseiller en carrière (1 épisode)
- 2004 : NCIS : Enquêtes spéciales : Shérif Charlene Dupray (1 épisode)
- 2004 : Flammes sur la ville : Stella
- 2005 : La Vie de palace de Zack et Cody : la mère de Brianna (1 épisode)
- 2005 : Twins : Rita (1 épisode)
- 2006 : Free Ride : la mère de Josh (1 épisode)
- 2006 : La Guerre à la maison : Rachel (1 épisode)
- 2006 : One on One : Jackie (1 épisode)
- 2006 : Pepper Dennis : Reporter Jenkins (1 épisode)
- 2010 : Bonne chance Charlie : Mme Covington (1 épisode)
- 2013-2014 : #doggyblog : Gator (2 épisodes)
- 2016 : Bones : Janis Collins (1 épisode)
- 2018 : Scandal : le notaire (1 épisode)

### Jeu vidéo
- 2006 : Hitman: Blood Money : Samantha